# Marie-Christine Koundja
Marie-Christine Koundja (n. Iriba, Biltine, 1957) escritora en lengua francesa, política y diplomática de Chad.
Al acabar la secundaria se fue a estudiar un año de derecho a N'Djaména antes de hacer secretariado en Yaundé. Tiene cuatro hijos
- Al Istifakh ou l'idylle de mes amis, Yaoundé : Editions Clé, 2001. (146p.). (ISBN 2-7235-0129-9). Novela.

- Datos: Q3058245